# Étretat
Étretat es una localidad en el departamento Sena Marítimo, Normandía, Francia, que en 2020 contaba con una población de 1.238 habitantes. Está situada en la línea de la costa Pays de Caux, en las coordenadas 0°12′27″ longitud Este, 49°42'26" latitud Norte. 

## Acantilados
Es mundialmente conocida por sus acantilados de caliza. Albergan tres aberturas naturales, que forman un conjunto clasificado como Gran sitio nacional: la Porte d'Amont y la Porte d'Aval, que son visibles desde la ciudad, y Manneporte, el más grande, pero no se observa desde el municipio. Además, existe una formación apuntada denominada L'Aiguille o la Aguja se alza a 70 metros sobre el nivel del mar. El complejo de calizas de Étretat se compone de una compleja estratigrafía de calizas del Turoniense y del Coniaciense. Algunos acantilados se encuentran a una altura de 90 metros.
Estos acantilados, así como la playa situada junto a ellos, atrajeron a numerosos artistas como Eugène Boudin, Gustave Courbet y Claude Monet. Étretat fue el lugar de nacimiento de Élie Halévy, filósofo e historiador. Aparecen con frecuencia en novela La aguja hueca, parte de la saga Arsène Lupin, escrita por el autor Maurice Leblanc en 1909. Asimismo, también aparecen en la película Lucy, dirigida por Luc Besson en 2014.
Con la marea baja, se pueden observar los criaderos de ostras del siglo XVII y el legendario “Trou à l'homme". Senderos balizados permiten descubrir su fauna y su flora: la gaviota plateada, el fulmar boreal y el halcón peregrino.

## El pájaro blanco
Étretat es conocido por ser el último lugar en Francia donde se vio al biplano El pájaro blanco (L'Oiseau Blanc) de 1927. Los héroes franceses de la Primera Guerra Mundial Charles Nungesser y François Coli estaban intentando realizar el primer vuelo sin paradas desde París a Nueva York, pero tras el despegue del avión el 8 de mayo de 1927, desapareció en algún lugar del océano Atlántico. Desde entonces, se considera uno de los mayores misterios sin resolver de la aviación. Se estableció un monumento en Étretat, aunque fue destruido durante la Segunda Guerra Mundial, cuando los alemanes ocuparon la zona. Un monumento más grande se instaló en 1963 junto con un museo.

## Demografía

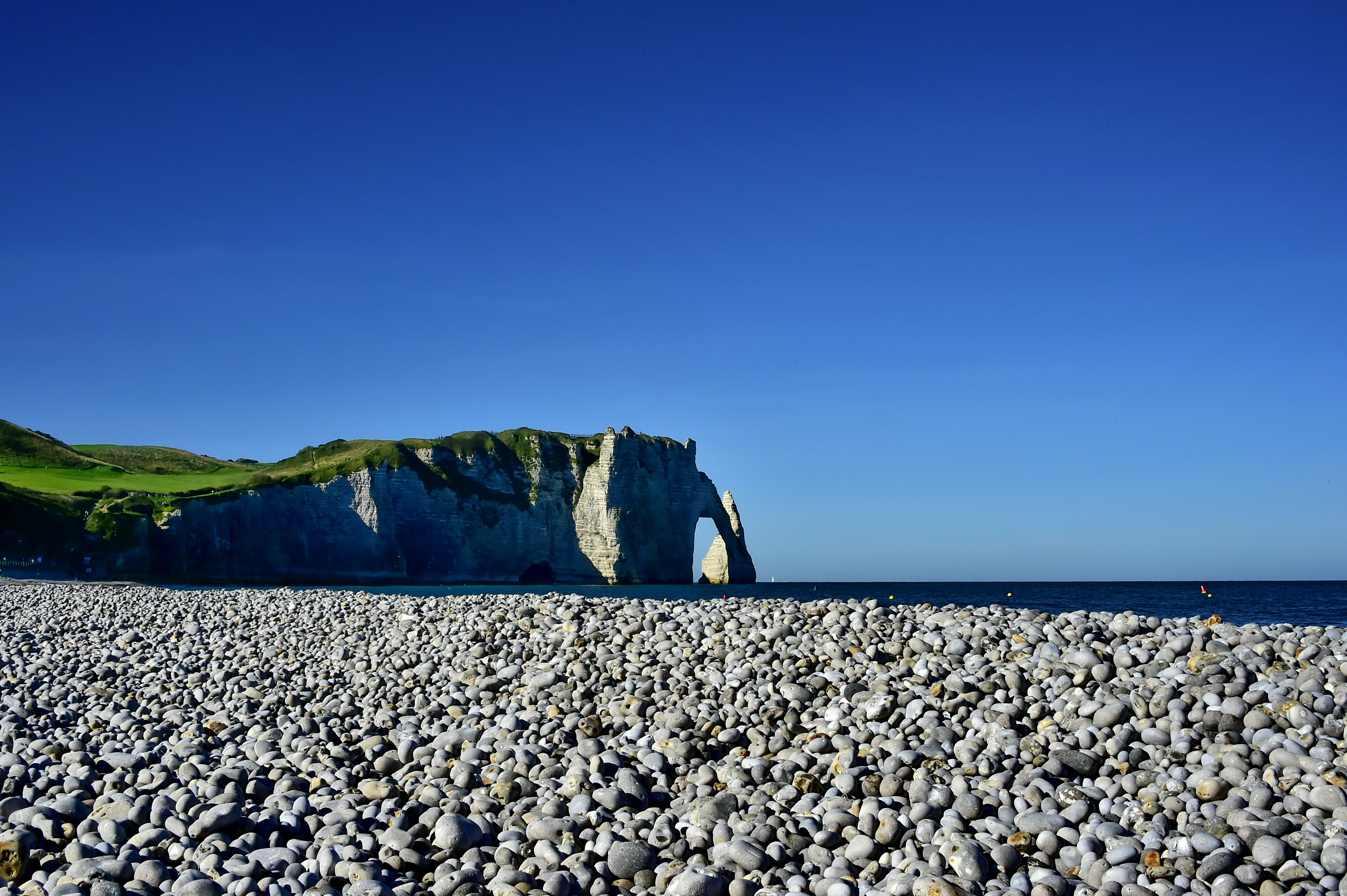
Porte d’Aval - Aiguille.

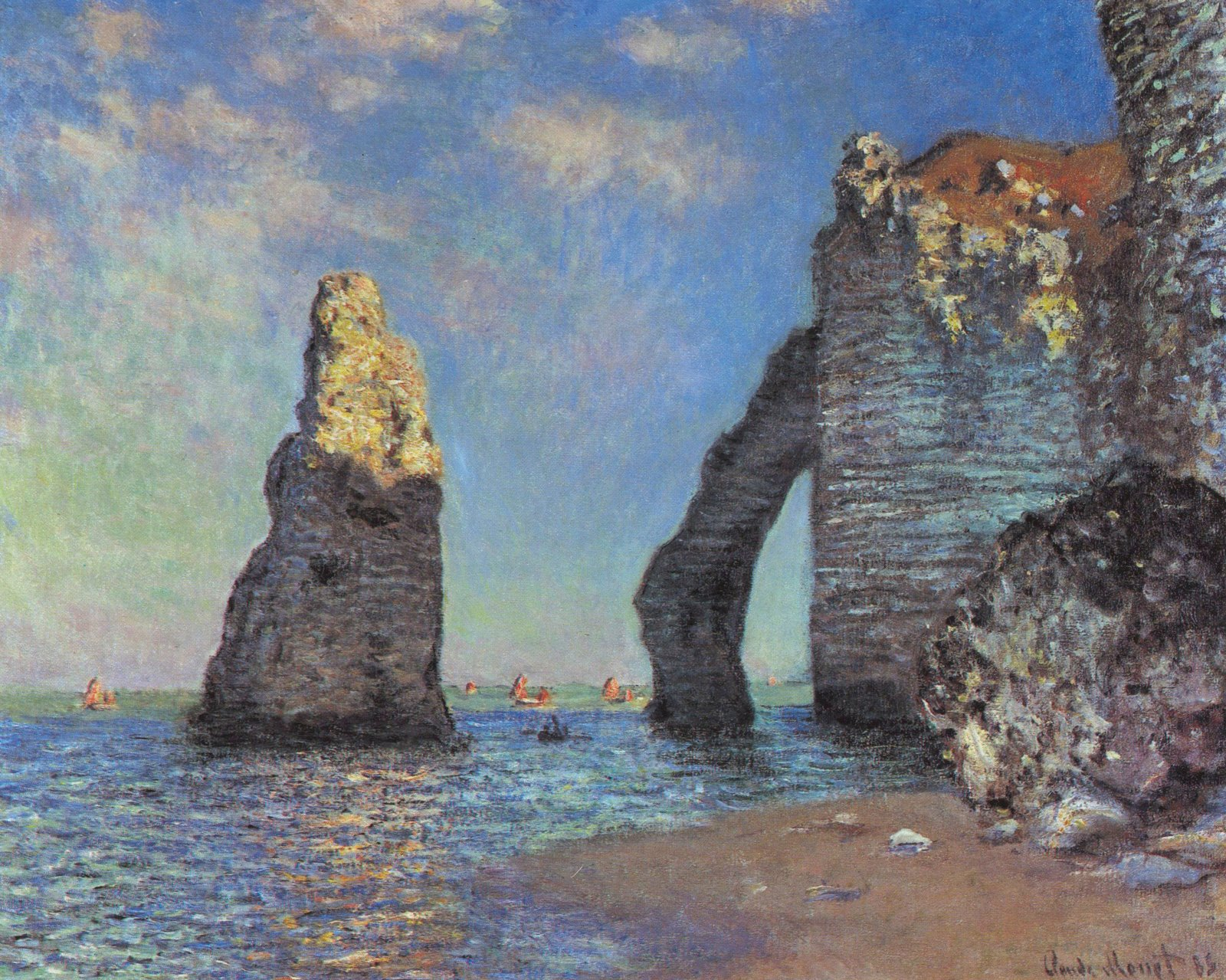
Claude Monet, Étretat, l'aiguille et la falaise, 1885.

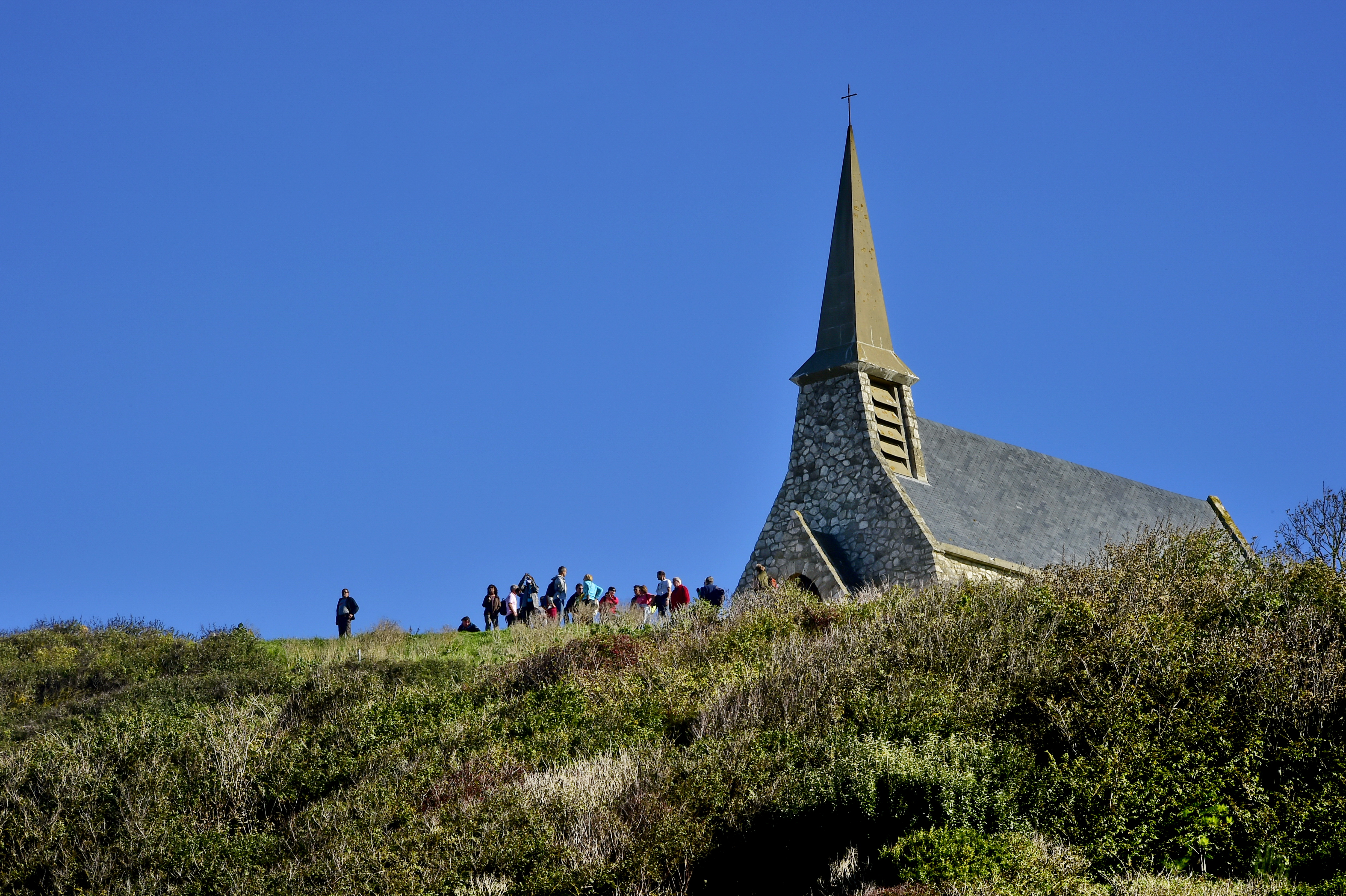
Capilla de Notre-Dame de la Garde.

| 1565 | 1472 | 1525 | 1577 | 1565 | 1615 | 1238 |
| Para los censos de 1962 a 1999 la población legal corresponde a la población sin duplicidades (Fuente: INSEE [Consultar]) |      |      |      |      |      |      |

## En la cultura popular
El quinto capítulo de la primera temporada de la serie Lupin, de Netflix, se intitula precisamente "Étretat" y fue rodada en la ciudad.